# أديلتون دوس سانتوس دا سيلفا
أديلتون دوس سانتوس دا سيلفا (6 ديسمبر 1990 في البرازيل – )؛ هو لاعب كرة قدم كان يلعب كلاعب وسط.

## وصلات خارجية
- أديلتون دوس سانتوس دا سيلفا على موقع رابطة كرة القدم اليابانية للمحترفين (اليابانية)
- أديلتون دوس سانتوس دا سيلفا على موقع إي إس بي إن إف سي (الإنجليزية)
- أديلتون دوس سانتوس دا سيلفا على موقع قاعدة بيانات كرة القدم.إي يو (الإنجليزية)
- أديلتون دوس سانتوس دا سيلفا على موقع Soccerbase.com (لاعب) (الإنجليزية)
- أديلتون دوس سانتوس دا سيلفا على موقع Soccerway.com (الإنجليزية)
- أديلتون دوس سانتوس دا سيلفا على موقع عالم كرة القدم.نت (الإنجليزية)